# 蒙特韋約 (安蒂奧基亞省)
蒙特韋約是哥倫比亞的城鎮，位於該國北部，由安蒂奧基亞省負責管轄，距離首府麥德林53公里，始建於1876年，面積83平方公里，海拔高度2,191米，2005年人口7,389。
5°55′N 75°30′W / 5.917°N 75.500°W